# Opius uniformis
Opius uniformis är en stekelart som beskrevs av Fischer 1963. Opius uniformis ingår i släktet Opius och familjen bracksteklar. Inga underarter finns listade i Catalogue of Life.